# Abū ʿAmr ad-Dānī
Abū ʿAmr ad-Dānī (arabisch أبو عمرو الداني; geboren um 981 in Córdoba; gestorben 1053 in Dénia); auch in der Form ʿUṯmān Ibn-Saʿīd ad-Dānī u. a., war ein andalusischer islamischer Theologe aus der mālikitischen Rechtsschule. Seine Nisba ad-Dānī bezieht sich auf die Stadt Dénia (Dāniya), in der er sich niederließ.

## Leben und Wirken
Abū ʿAmr ad-Dānī wurde 981 in Córdoba geboren. Er machte die Haddsch und lebte zwischen 1006 und 1008 in Kairo. Nach seiner Rückkehr nach Córdoba musste ad-Dānī fliehen. Er ging zunächst nach Almería und anschließend nach Dénia. Er war insbesondere als Korangelehrter bekannt, aber auch als Hadith-Gelehrter. Er verfasste unter anderem das Kitāb at-Taisīr fī 'l-qirāʾāt as-sabʿ (über die sieben Lesarten des Korans) und Kitāb al-muqniʿ fī maʿrifat rasm maṣāḥif al-amṣār (über die Koranorthographie). Er starb 1053 in Dénia.

## Werke und Ausgaben
- Kitāb al-Muqniʿ fī maʿrifat rasm maṣāḥif al-amṣār[1]
- Das Lehrbuch der sieben Koranlesungen, hrsg. von Otto Pretzl (Bibliotheca Islamica 2, in MENAdoc)
- Orthographie und Punktierung des Koran, zwei Schriften, hrsg. von Otto Pretzl (Bibliotheca Islamica 3, in MENAdoc)